# Бігельди
Бігельди́ (рос. Бигельды) — село (в минулому селище) у складі Бурлинського району Алтайського краю, Росія. Входить до складу Новосельської сільської ради.

## Населення
Населення — 39 осіб (2010; 152 у 2002).
Національний склад (станом на 2002 рік):
- казахи — 99 %